# 白环异枝竹
白环异枝竹（学名：Metasasa albofarinosa）为禾本科异枝竹属下的一个种。